# Skrzynia biegów

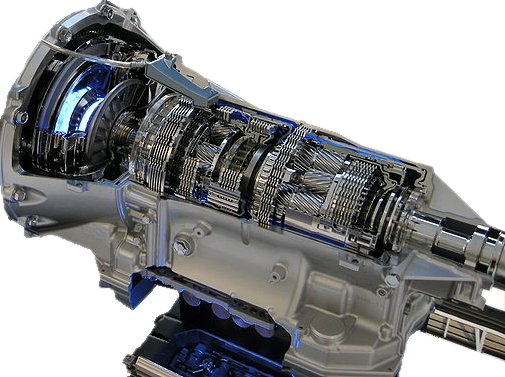
Hydromechaniczna skrzynia biegów

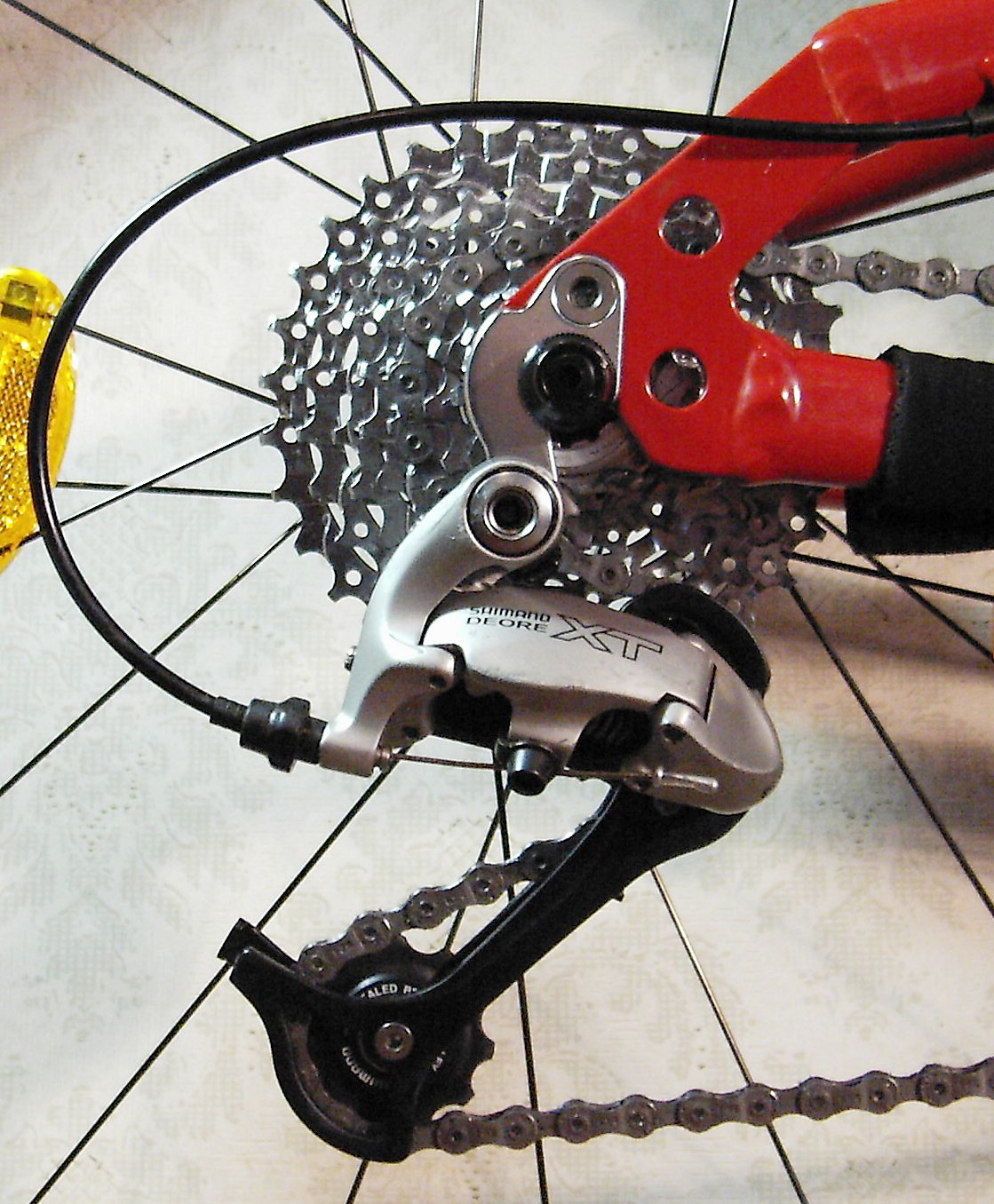
Shimano XT tylna przerzutka w rowerze górskim

Skrzynia biegów – mechanizm w pojeździe lub maszynie składający się z wielu przekładni, umożliwiający zmianę przełożeń. W pojeździe zmiana przełożenia, czyli zmiana biegu pojazdu, umożliwia dostosowanie szybkości obrotowej wału korbowego do szybkości jazdy i uzyskanie dostatecznie dużego momentu napędowego na kołach. Skrzynia biegów jest częścią mechanizmu napędowego maszyny, pojazdu mechanicznego itp. Przełożeniem nazywa się stosunek prędkości obrotowej na wale wyjściowym (n1) do prędkości obrotowej na wale wejściowym (n2) i równy jest odwrotności stosunku odpowiednich średnic tych kół {\displaystyle i=\mathop {n_{1}} /\mathop {n_{2}} =\mathop {D_{2}} /\mathop {D_{1}} }. Zmiana przełożenia jest wprost proporcjonalna do zmiany przekazywanego momentu obrotowego.
Skrzynie biegów niemogące przenosić obciążenia podczas zmiany biegów łączone są z silnikiem (napędem) za pomocą sprzęgła albo są przełączane na postoju urządzenia.

## Rodzaje skrzyń biegów

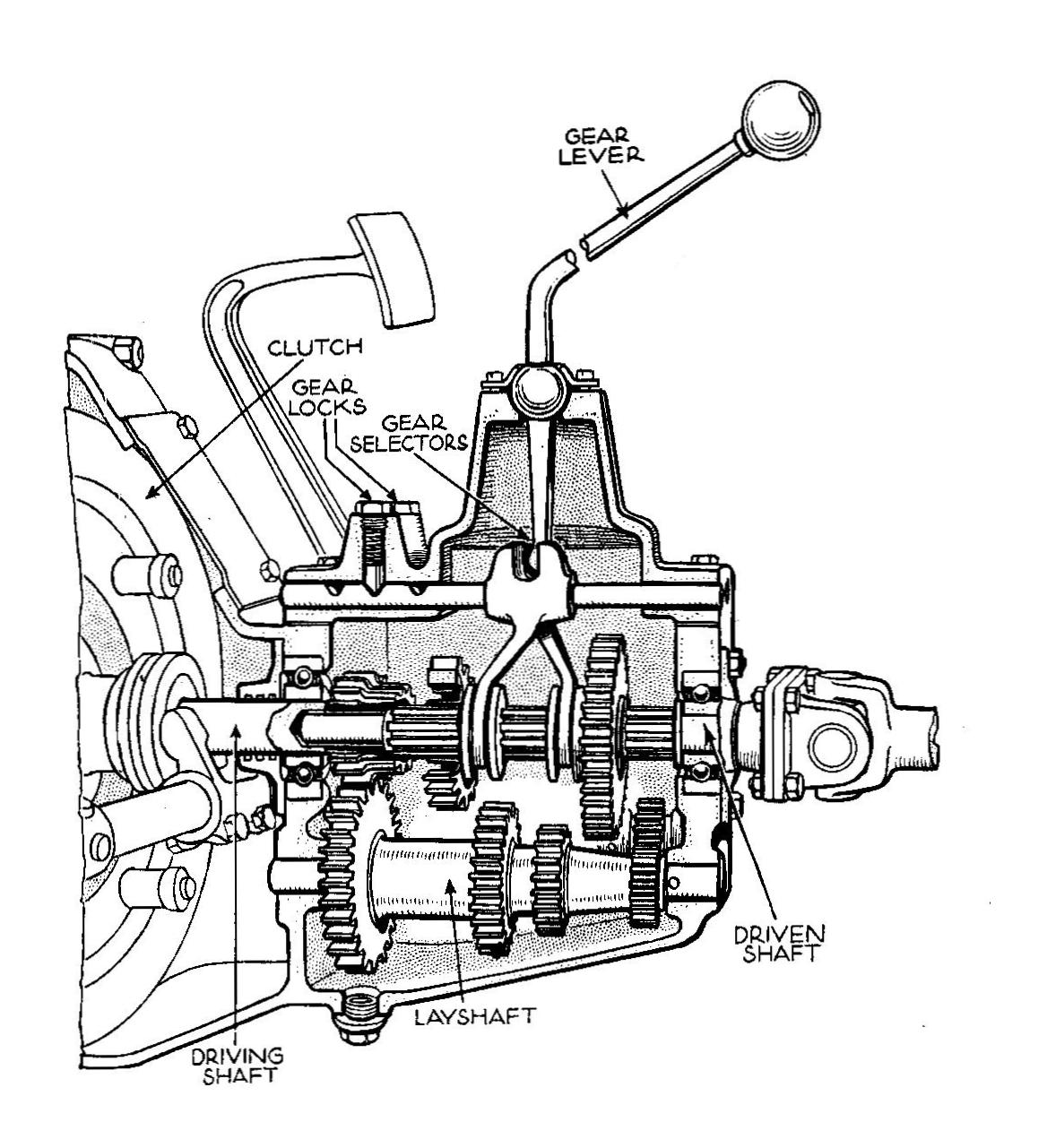
Manualna skrzynia biegów z przesuwnymi kołami zębatymi.

- mechaniczne – mechanizm składający się z zespołu kół zębatych, ułożyskowanych w jednej skrzyni, umożliwiający zmianę przełożenia między wałem silnika a kołami napędowymi, a także do zmiany kierunku napędu tych kół (bieg wsteczny)[5]. Są to popularne skrzynie z ręczną dźwignią zmiany biegów sterowaną przez kierowcę. Koła przekładni pozostają w ciągłym zazębieniu. Odpowiednie przełożenie, a zatem i drogę przepływu mocy w przekładni, wybiera się poprzez system synchronizowanych sprzęgieł sterowany drążkiem zmiany biegów. Standardem są pięciobiegowe lub sześciobiegowe skrzynie mechaniczne. Dawniej używane były cztery, a nawet trzy przełożenia[1]. W starych konstrukcjach skrzyń biegów, które nie były wyposażone w synchronizatory, zmiana biegów była procesem wielostopniowym (tzw. „podwójne wysprzęglanie”):
  1. rozłączenie sprzęgła głównego,
  2. zmiana biegu na luz i ponowne wsprzęglenie,
  3. międzygaz – podniesienie prędkości obrotowej wału silnika w celu wyrównania prędkości obrotowych kół przekładni,
  4. wysprzęglenie i wybór odpowiedniego biegu,
  5. wsprzęglenie.
- półautomatyczne – w praktyce jest to rodzaj skrzyń mechanicznych wyposażony w dodatkowy mechanizm sterujący sprzęgłem. Kierowca sam wybiera przełożenie, które następnie uruchamiane jest automatycznie. We współczesnych samochodach już nie stosowane. Trochę innym rodzajem są sekwencyjne skrzynie biegów.

- sekwencyjne – dawniej rodzaj skrzyń mechanicznych, stosowanych w motocyklach oraz rzadziej w samochodach, w których zmiana przełożenia realizowana jest za pomocą dźwigni mającej możliwość jednorazowo zmiany tylko o jeden bieg (w górę lub w dół). Obecnie po zastosowaniu sterowania za pomocą elektroniki trafiły również do samochodów z automatyczną i półautomatyczną skrzynią biegów. Do zmiany przełożeń wykorzystuje się wybieraki programów albo łopatek przy kierownicy. Możliwość sekwencyjnej zmiany biegów znajduje się także w niektórych przekładniach bezstopniowych.

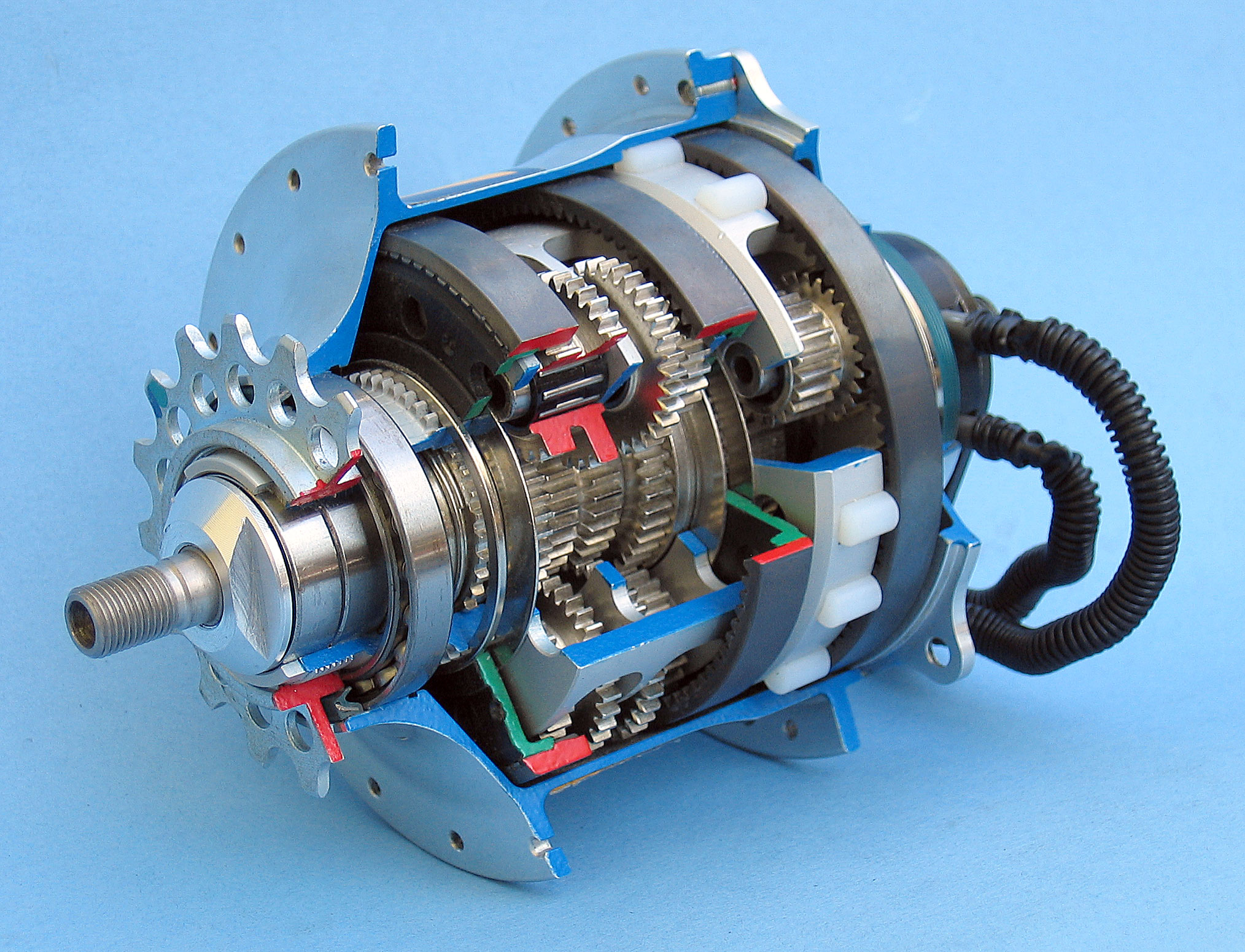
Przekrój planetarnej skrzyni biegów

- zautomatyzowane – w praktyce to skrzynia mechaniczna chociaż z punktu widzenia kierowcy przypomina skrzynię automatyczną, wyposażona w sprzęgło automatyczne i zestaw siłowników sterowanych elektronicznie, które automatycznie wybierają przełożenie. Kultura pracy i zasada działania jest inna niż w skrzyniach automatycznych. Jej zaletami są prosta budowa oraz kompaktowe rozmiary, a wady to: szarpnięcia podczas zmiany biegów i stosunkowo wolna reakcja na zmiany warunków jazdy[1].

- dwusprzęgłowe – jest to odmiana skrzyni zautomatyzowanej, która ma dwa sprzęgła sterowane elektronicznie, z czego jedno obsługuje biegi parzyste a drugie nieparzyste. Zaletami są: prostsza budowa, niższy koszt w porównaniu do skrzyń automatycznych oraz krótszy czas potrzebny na zmianę przełożeń, a także stosunkowo kompaktowe rozmiary umożliwiające montowanie jej w małych pojazdach. Wady to: nieco niższa kultura pracy w porównaniu do skrzyni automatycznej. Po raz pierwszy została zastosowana w 2003 przez Volkswagena pod nazwą DSG. Skrzynie te mogą pracować w trybie automatycznym lub półautomatycznym.

- automatyczne – są to skrzynie, które samoczynnie zmieniają biegi bez udziału kierowcy. Obecnie stosowane są różne rozwiązania konstrukcyjne. W klasycznej skrzyni moc silnika przekazywana jest za pośrednictwem przekładni hydrokinetycznej na przekładnie planetarne, które odpowiadają za właściwe przełożenie. Obecnie skrzynie automatyczne mają 8 lub 9 biegów. Innym rodzajem skrzyni mogącej pracować automatycznie jest skrzynia dwusprzęgłowa np. DSG i przekładnia bezstopniowa.

- hydromechaniczne – zmianę przełożenia uzyskuje się za pośrednictwem zmiany szybkości krążenia cieczy w przekładni hydrokinetycznej i przekładni zębatej, zwykle planetarnej. Są to zazwyczaj automatyczne lub półautomatyczne skrzynie biegów.
- bezstopniowe – przełożenie realizowane jest za pomocą pasa klinowego specjalnej konstrukcji lub łańcucha, opasującego dwie pary kół stożkowych, które rozsuwając się lub zsuwając, powodują płynną zmianę przełożenia. Dzięki temu silnik wraz ze wzrostem prędkości pojazdu może pracować niemalże z taką samą prędkością obrotową. Stosowane głównie w kombajnach oraz nowoczesnych ciągnikach rolniczych, a także w skuterach i maszynach jako skrzynie CVT oraz w pojazdach hybrydowych (e-CVT).

## Usterki skrzyń biegów
Skrzynia biegów jest bardzo złożonym elementem każdego samochodu. Mimo że jest wykonana bardzo precyzyjnie i z materiałów najwyższej jakości, to jest narażona na bardzo duże przeciążenia. Do najczęściej występujących objawów usterek samochodowych skrzyń biegów można zaliczyć:
- kłopoty ze zmianą biegu lub też wydłużenie czasu niezbędnego do wykonania każdego przełożenia,
- niepokojące dźwięki dochodzące podczas jazdy z okolicy skrzyni biegów,
- wyciek płynu ze skrzyni biegów prowadzący do spadku jego poziomu w przekładni automatycznej,
- drgania i szarpnięcia, do których dochodzi podczas jazdy[6].